# ButterFly
ButterFly – album amerykańskiej piosenkarki Barbry Streisand, wydany w 1974 roku.
Materiał wyprodukował ówczesny partner artystki, Jon Peters, który był też pomysłodawcą okładki. Płyta dotarła do miejsca 13. amerykańskiego zestawienia Billboard 200 i uzyskała tam status złotej. Streisand podobno określiła ButterFly jako najmniej ulubiony spośród wszystkich jej albumów.

## Lista utworów
Strona A
| 1. | „Love in the Afternoon”          | 4:07  |
|    |                                  |       |
| 2. | „Guava Jelly”                    | 3:17  |
|    |                                  |       |
| 3. | „Grandma’s Hands”                | 3:27  |
|    |                                  |       |
| 4. | „I Won’t Last a Day Without You” | 4:19  |
|    |                                  |       |
| 5. | „Jubilation”                     | 3:55  |
|    |                                  |       |
|    |                                  | 19:05 |
|    |                                  |       |
Strona B
| 1. | „Simple Man”              | 3:03  |
|    |                           |       |
| 2. | „Life on Mars”            | 3:11  |
|    |                           |       |
| 3. | „Since I Don’t Have You”  | 2:52  |
|    |                           |       |
| 4. | „Crying Time”             | 2:52  |
|    |                           |       |
| 5. | „Let the Good Times Roll” | 4:54  |
|    |                           |       |
|    |                           | 16:52 |
|    |                           |       |

## Notowania
| Kraj                              | Pozycja |
| --------------------------------- | ------- |
| Australia                         | 49      |
| Kanada                            | 11      |
| Stany Zjednoczone (Billboard 200) | 13      |

## Certyfikaty
| Kraj                     | Certyfikat  |
| ------------------------ | ----------- |
| Stany Zjednoczone (RIAA) | złota płyta |